# Richard Purghart
Richard Purghart (12. srpna 1851 Černovice – 9. března 1910 Praha-Nové Město), byl rakouský pedagog, zemědělský odborník a politik české národnosti z Čech, na konci 19. století poslanec Říšské rady.

## Biografie
Profesí byl ředitelem české rolnické školy v Českých Budějovicích. Působil jako úředník zemské zemědělské rady. Publikoval práce v oboru agronomie, zootechniky a včelařství. Byl tajemníkem českého odboru zemské zemědělské rady a pro tuto instituci vykonával funkci kočujícího učitele. Učil také na hospodářských školách v Roudnici a Budějovicích. Podílel se na zakládání několika hospodářských a finančních ústavů.
Byl i poslancem Říšské rady (celostátního parlamentu Předlitavska), kam usedl ve volbách roku 1891 za kurii venkovských obcí v Čechách, obvod Budějovice, Třeboň atd. Ve volebním období 1891–1897 se uvádí jako Richard Purghart, učitel zemské zemědělské rady, bytem Praha.
Patřil mezi mladočeské politiky.
Zemřel v březnu 1910 v Praze. Smuteční rozloučení se konalo v kostele sv. Ignáce, pohřben pak byl na Vinohradském hřbitově.